# Кленово
Кленово (словен. Klenovo) — поселення в общині Лашко, Савинський регіон, Словенія. Висота над рівнем моря: 347,6 м.